# Sudoměř
Sudoměř (en allemand : Sudomiersch) est une commune du district de Mladá Boleslav, dans la région de Bohême-Centrale, en République tchèque. Sa population s'élevait à 99 habitants en 2020.

## Géographie
Sudoměř se trouve à 8 km au sud-ouest de Bělá pod Bezdězem, à 12 km à l'ouest-nord-ouest de Mladá Boleslav et à 46 km au nord-est de Prague.
La commune est limitée par Březovice au nord, par Bělá pod Bezdězem au nord-est, par Katusice à l'est, par Kováň au sud, par Skalsko au sud-ouest, et par Kluky et Katusice à l'ouest.

## Histoire
La première mention écrite de la localité date de 1348.

## Patrimoine

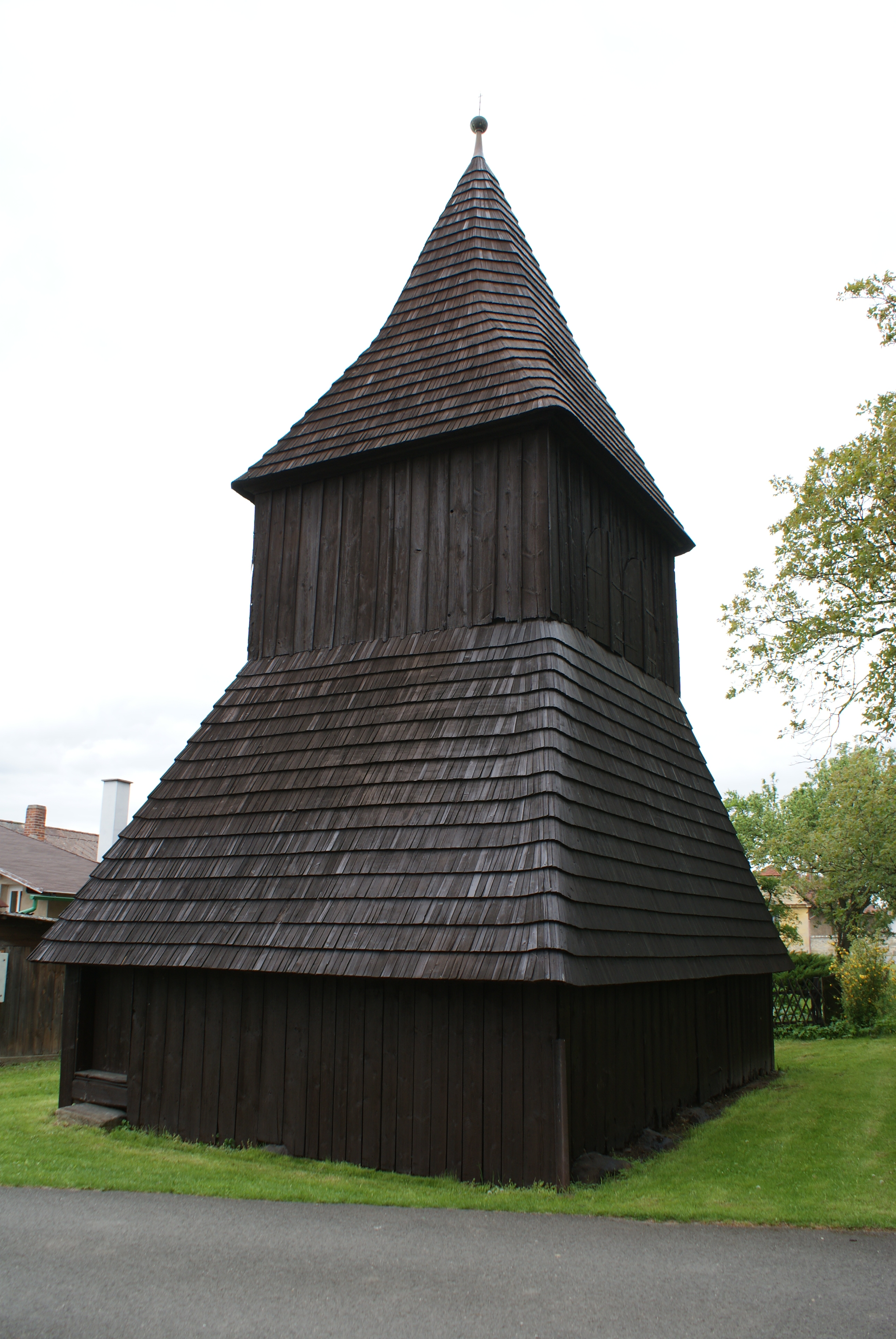
Chapelle en bois.
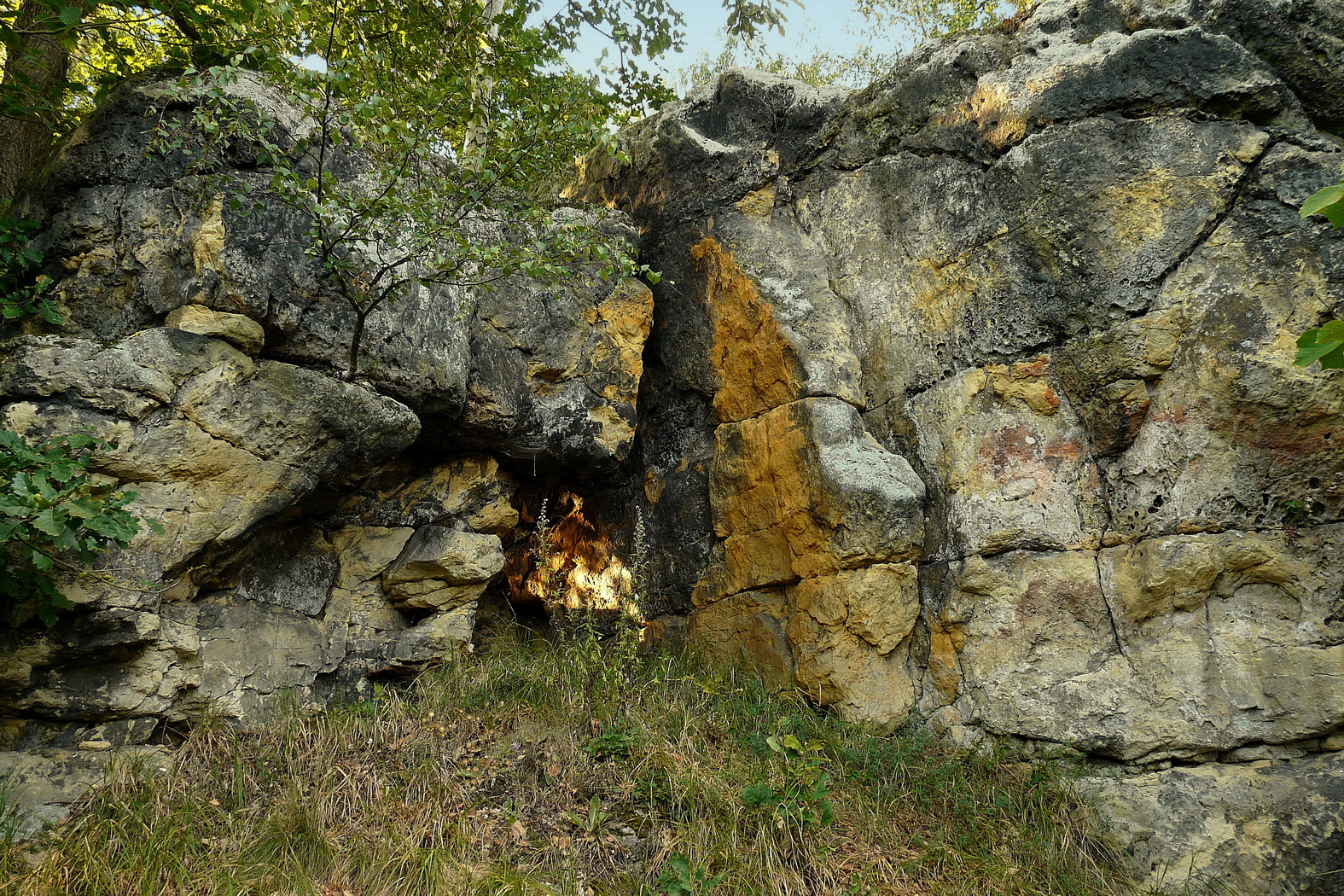
Rochers à Zadní Hrádek.

## Transports
Par la route, Sudoměř se trouve à 14,5 km de Bělá pod Bezdězem, à 13,5 km de Mladá Boleslav et à 66 km du centre de Prague.